# Sainte-Croix-de-Quintillargues
 (juillet 2012).
Sainte-Croix-de-Quintillargues [sɛ̃.tə kʁwa də kɛ̃.ti.jar.ɣə] (en occitan Santa Crotz de Quintilhargues ['san.to̞ 'kruts de kin.ti.'ʎar.ɣes]) est une commune française située dans le nord-est du département de l'Hérault, en région Occitanie.
Exposée à un climat méditerranéen, elle est drainée par la Bénovie, le ruisseau de Cecelés. La commune possède un patrimoine naturel remarquable : un site Natura 2000 (les « hautes garrigues du Montpelliérais ») et deux zones naturelles d'intérêt écologique, faunistique et floristique.
La commune compte 970 habitants en 2022, après avoir connu une forte hausse de la population depuis 1982. Elle fait partie de l'aire d'attraction de Montpellier. Ses habitants sont appelés les Quintillarguois et Quintillarguoises.

## Géographie
La commune est située dans la partie est du département, à 18 km au nord de Montpellier et à 5 km du Pic-St-Loup. Les terrains bas sont formés de colluvions plantées de vignes. Les collines Rabat et Puech Pezoul sont sur des strates argilo-calcaires du Crétacé. La grande colline de la Suque est formée de calcaire datant du jurassique. Les collines sont couvertes de garrigues et de pinèdes de pins d'Alep.
La rivière Bénovie prend sa source au pied du Puech Pezoul. Elle est à sec en surface mais déborde périodiquement lors de gros orages et provoque des inondations. La source de Milhac jaillit au pied de la colline de Rabat. Elle a été exploitée jusqu'en 1968. Des réservoirs d'eau sont encore en place à cet endroit.

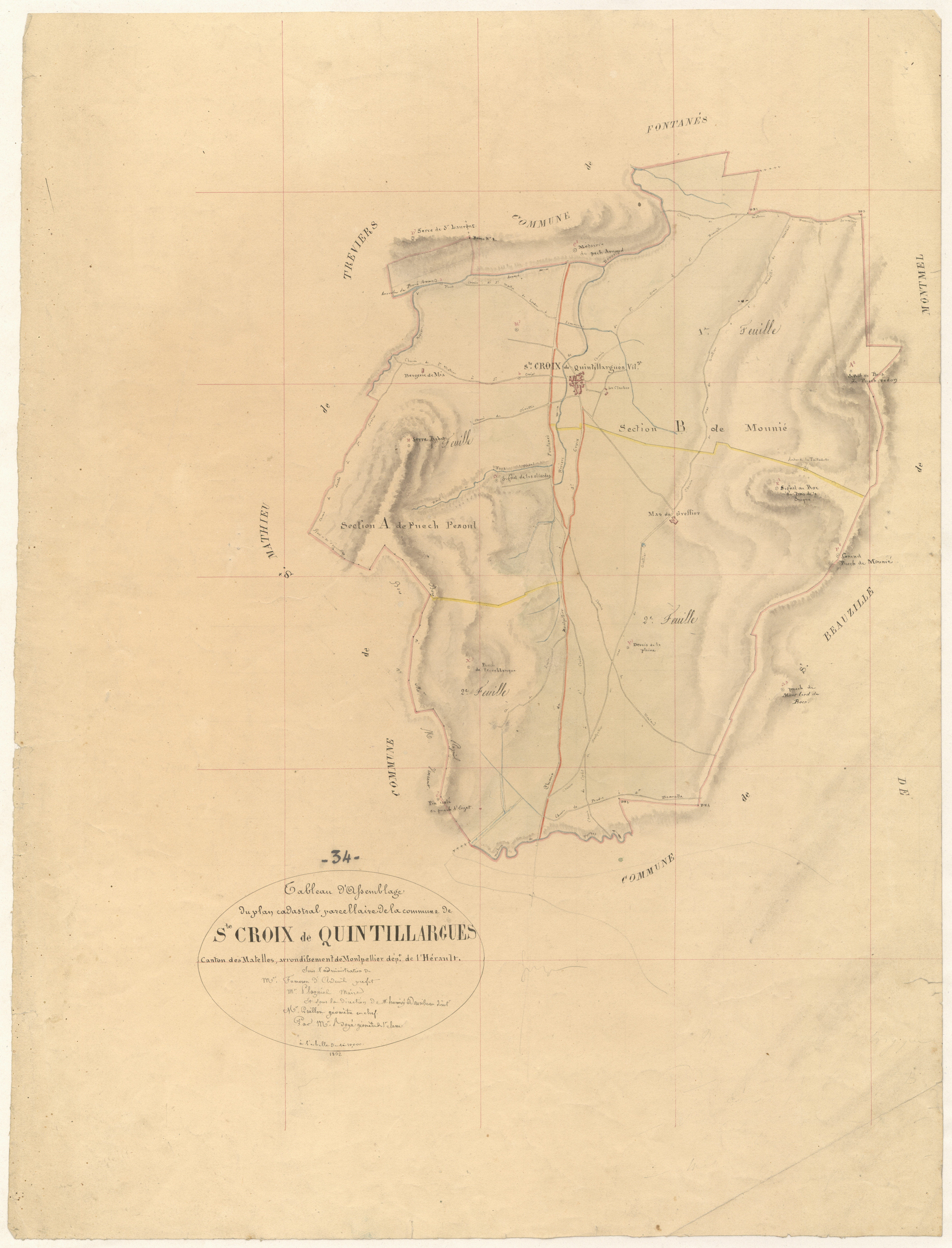
Cadastre napoléonien : tableau d'assemblage (1832).

|                           | Fontanès                       |                           |
| Saint-Mathieu-de-Tréviers | Sainte-Croix-de-Quintillargues | Saint-Bauzille-de-Montmel |
|                           |                                |                           |

### Climat
Pour des articles plus généraux, voir Climat de l'Occitanie et Climat de l'Hérault.
En 2010, le climat de la commune est de type climat méditerranéen franc, selon une étude s'appuyant sur une série de données couvrant la période 1971-2000. En 2020, Météo-France publie une typologie des climats de la France métropolitaine dans laquelle la commune est exposée à un climat méditerranéen et est dans la région climatique  Provence, Languedoc-Roussillon, caractérisée par une pluviométrie faible en été, un très bon ensoleillement (2 600 h/an), un été chaud (21,5 °C), un air très sec en été, sec en toutes saisons, des vents forts (fréquence de 40 à 50 % de vents > 5 m/s) et peu de brouillards.
Pour la période 1971-2000, la température annuelle moyenne est de 14 °C, avec une amplitude thermique annuelle de 17 °C. Le cumul annuel moyen de précipitations est de 882 mm, avec 6,3 jours de précipitations en janvier et 3,1 jours en juillet. Pour la période 1991-2020, la température moyenne annuelle observée sur la station météorologique la plus proche, située sur la commune de Prades-le-Lez à 9 km à vol d'oiseau, est de 14,6 °C et le cumul annuel moyen de précipitations est de 869,7 mm,. Pour l'avenir, les paramètres climatiques de la commune estimés pour 2050 selon différents scénarios d'émission de gaz à effet de serre sont consultables sur un site dédié publié par Météo-France en novembre 2022.

### Milieux naturels et biodiversité

#### Réseau Natura 2000

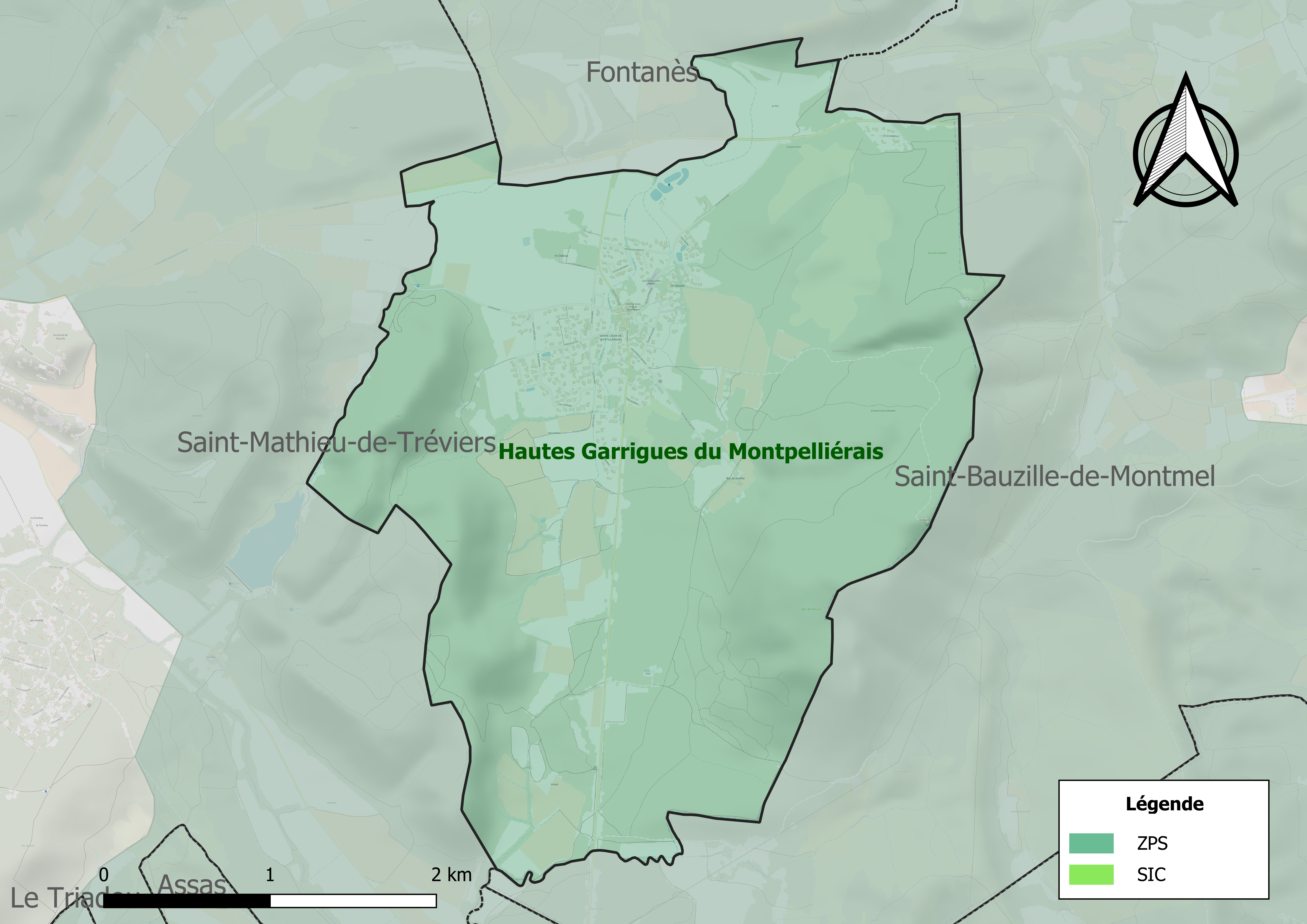
Sites Natura 2000 sur le territoire communal.

Le réseau Natura 2000 est un réseau écologique européen de sites naturels d'intérêt écologique élaboré à partir des directives habitats et oiseaux, constitué de zones spéciales de conservation (ZSC) et de zones de protection spéciale (ZPS).
Un site Natura 2000 a été défini sur la commune au titre  de la directive oiseaux : les « hautes garrigues du Montpelliérais », d'une superficie de 45 444 ha, abritant trois couples d'Aigles de Bonelli, soit 30 % des effectifs régionaux.

#### Zones naturelles d'intérêt écologique, faunistique et floristique
L’inventaire des zones naturelles d'intérêt écologique, faunistique et floristique (ZNIEFF) a pour objectif de réaliser une couverture des zones les plus intéressantes sur le plan écologique, essentiellement dans la perspective d’améliorer la connaissance du patrimoine naturel national et de fournir aux différents décideurs un outil d’aide à la prise en compte de l’environnement dans l’aménagement du territoire.
Une ZNIEFF de type 1 est recensée sur la commune :
la « vallée de la Bénovie » (223 ha), couvrant 4 communes du département et une ZNIEFF de type 2, : 
les « plaines et garrigues du Nord Montpelliérais » (13 097 ha), couvrant 25 communes dont six dans le Gard et 19 dans l'Hérault.

Carte des ZNIEFF de type 1 et 2 à Sainte-Croix-de-Quintillargues.
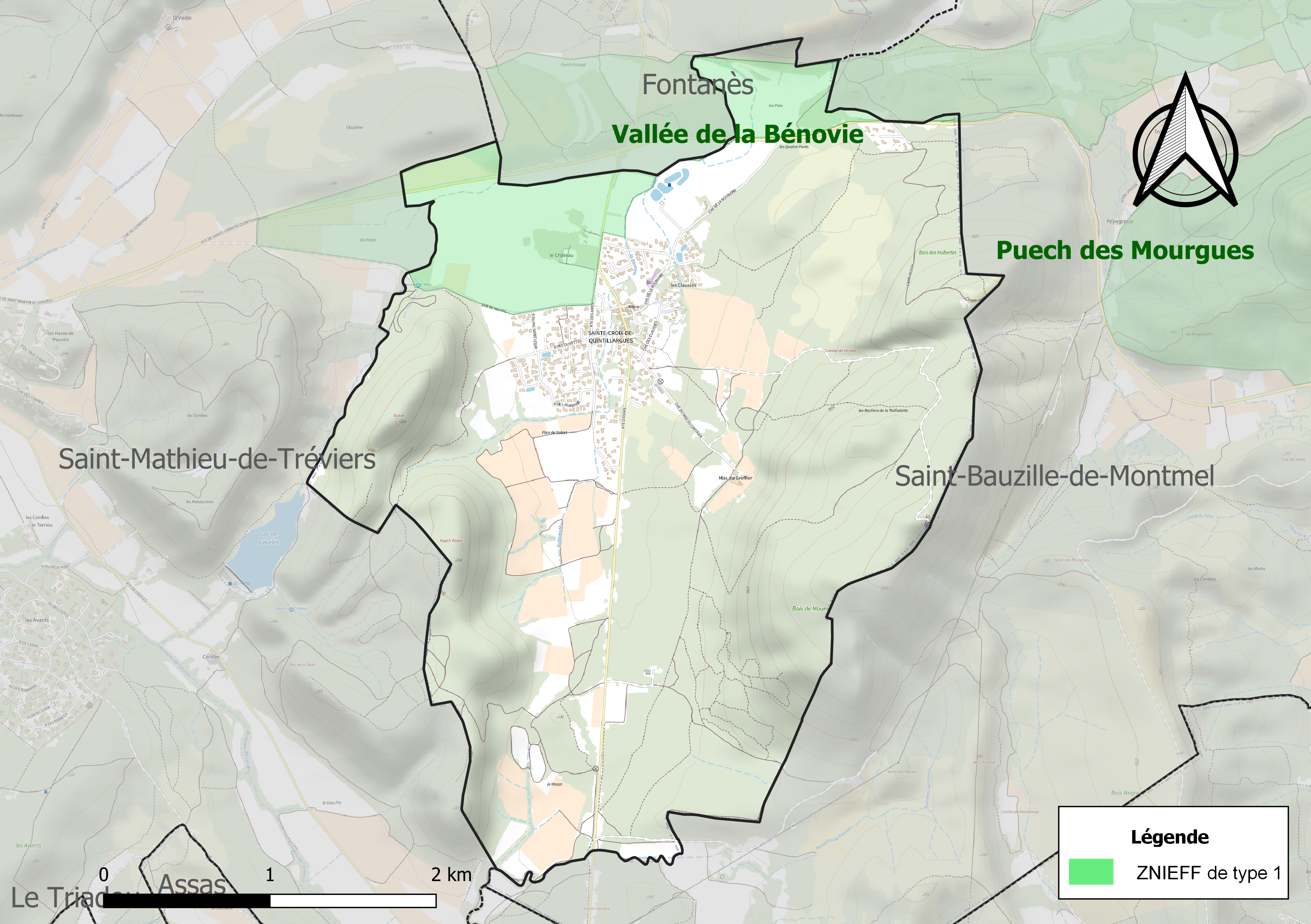
Carte de la ZNIEFF de type 1 sur la commune.
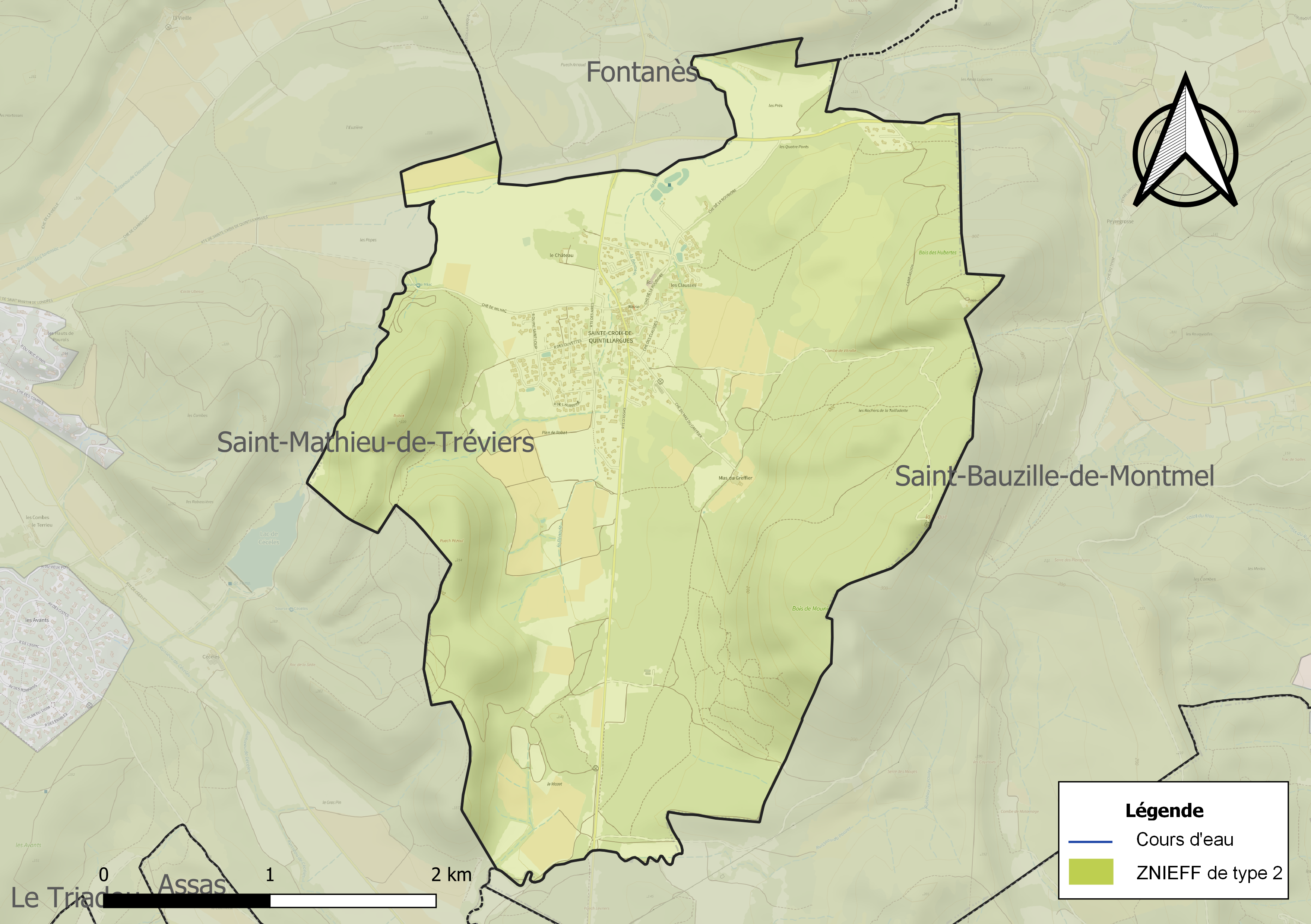
Carte de la ZNIEFF de type 2 sur la commune.

## Urbanisme

### Typologie
Au 1er janvier 2024, Sainte-Croix-de-Quintillargues est catégorisée bourg rural, selon la nouvelle grille communale de densité à sept niveaux définie par l'Insee en 2022.
Elle est située hors unité urbaine. Par ailleurs la commune fait partie de l'aire d'attraction de Montpellier, dont elle est une commune de la couronne,. Cette aire, qui regroupe 161 communes, est catégorisée dans les aires de 700 000 habitants ou plus (hors Paris),.

### Occupation des sols
L'occupation des sols de la commune, telle qu'elle ressort de la base de données européenne d’occupation biophysique des sols Corine Land Cover (CLC), est marquée par l'importance des forêts et milieux semi-naturels (63,7 % en 2018), une proportion sensiblement équivalente à celle de 1990 (63,8 %). La répartition détaillée en 2018 est la suivante : 
forêts (40,3 %), milieux à végétation arbustive et/ou herbacée (23,4 %), cultures permanentes (15,4 %), terres arables (8,4 %), zones urbanisées (6,6 %), zones agricoles hétérogènes (5,9 %). L'évolution de l’occupation des sols de la commune et de ses infrastructures peut être observée sur les différentes représentations cartographiques du territoire : la carte de Cassini (XVIIIe siècle), la carte d'état-major (1820-1866) et les cartes ou photos aériennes de l'IGN pour la période actuelle (1950 à aujourd'hui).

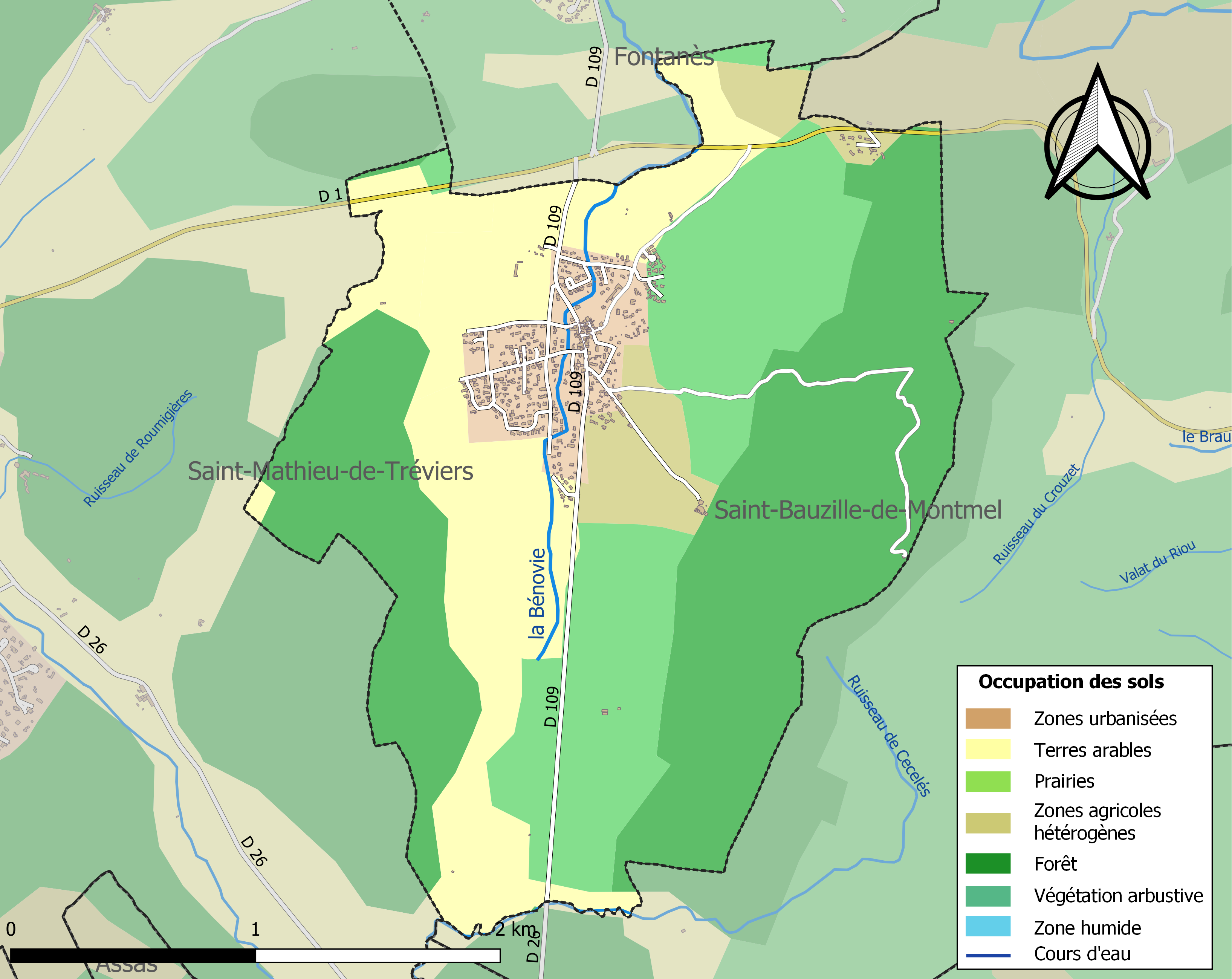
Carte des infrastructures et de l'occupation des sols de la commune en 2018 (CLC).

### Risques majeurs
Le territoire de la commune de Sainte-Croix-de-Quintillargues est vulnérable à différents aléas naturels : météorologiques (tempête, orage, neige, grand froid, canicule ou sécheresse), inondations, feux de forêts et séisme (sismicité faible). Un site publié par le BRGM permet d'évaluer simplement et rapidement les risques d'un bien localisé soit par son adresse soit par le numéro de sa parcelle.
Certaines parties du territoire communal sont susceptibles d’être affectées par le risque d’inondation par débordement de cours d'eau, notamment la Bénovie. La commune a été reconnue en état de catastrophe naturelle au titre des dommages causés par les inondations et coulées de boue survenues en 1982, 2001, 2002, 2005 et 2014,.
Sainte-Croix-de-Quintillargues est exposée au risque de feu de forêt. Un plan départemental de protection des forêts contre les incendies (PDPFCI) a été approuvé en juin 2013 et court jusqu'en 2022, où il doit être renouvelé. Les mesures individuelles de prévention contre les incendies sont précisées par deux arrêtés préfectoraux et s’appliquent dans les zones exposées aux incendies de forêt et à moins de 200 mètres de celles-ci. L’arrêté du 25 avril 2002 réglemente l'emploi du feu en interdisant notamment d’apporter du feu, de fumer et de jeter des mégots de cigarette dans les espaces sensibles et sur les voies qui les traversent sous peine de sanctions. L'arrêté du 11 mars 2013 rend le débroussaillement obligatoire, incombant au propriétaire ou ayant droit,.

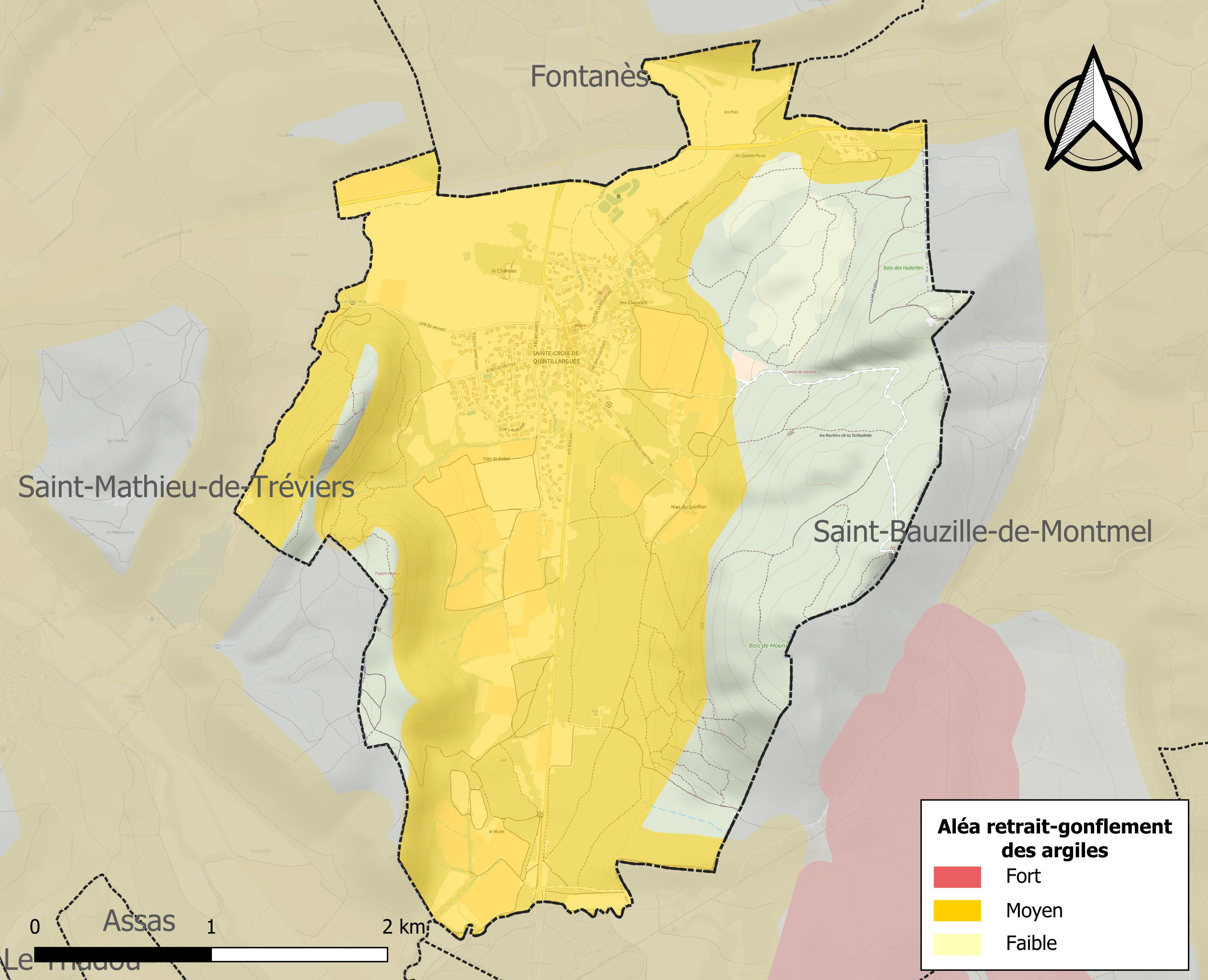
Carte des zones d'aléa retrait-gonflement des sols argileux de Sainte-Croix-de-Quintillargues.

Le retrait-gonflement des sols argileux est susceptible d'engendrer des dommages importants aux bâtiments en cas d’alternance de périodes de sécheresse et de pluie. 69,8 % de la superficie communale est en aléa moyen ou fort (59,3 % au niveau départemental et 48,5 % au niveau national). Sur les 294 bâtiments dénombrés sur la commune en 2019, 293 sont en aléa moyen ou fort, soit 100 %, à comparer aux 85 % au niveau départemental et 54 % au niveau national. Une cartographie de l'exposition du territoire national au retrait gonflement des sols argileux est disponible sur le site du BRGM,.
Par ailleurs, afin de mieux appréhender le risque d’affaissement de terrain, l'inventaire national des cavités souterraines permet de localiser celles situées sur la commune.

## Histoire

### Préhistoire
La commune possède un dolmen du chalcolithique tardif et des restes de cabanes de la même période. Le dolmen est fortement dégradé. Il a été fouillé par le docteur Arnal. D'autres fouilles ont mis en valeur une nécropole gallo- romaine du premier siècle.

### Antiquité

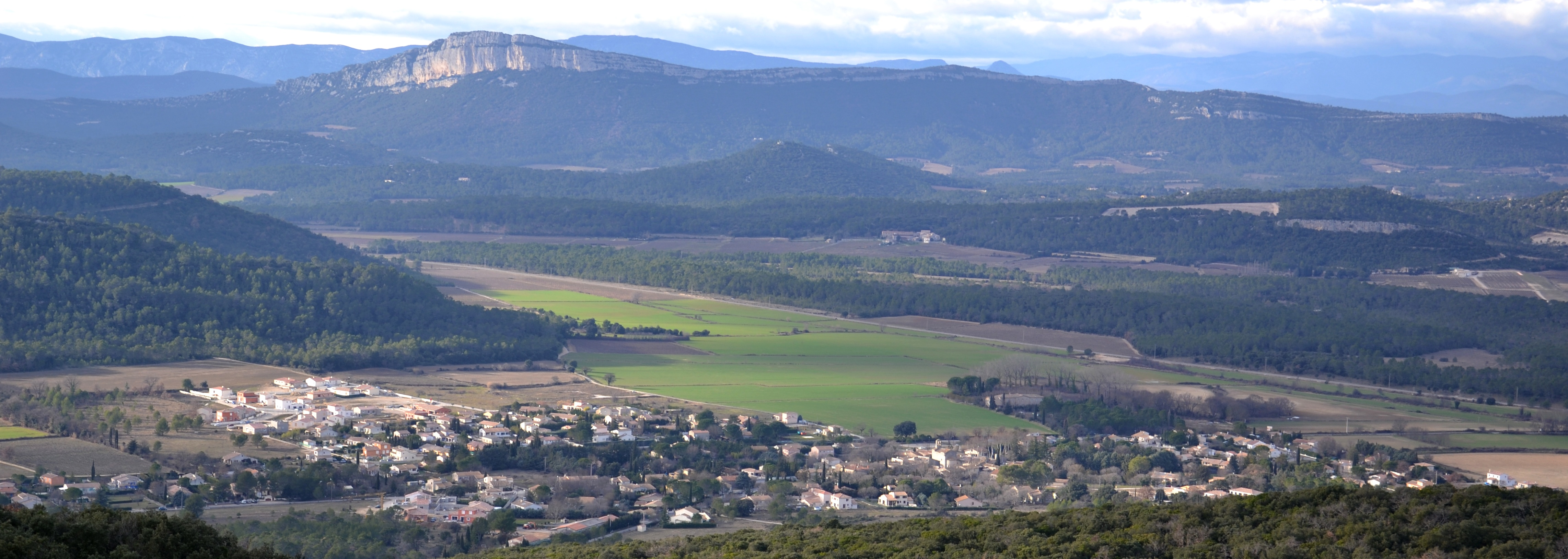
Vue sur le village de Sainte-Croix-de-Quintillargues.

Quintillargues provient du nom Quintilius associé au suffixe « -anicum ». Cette terminaison rappelle l'origine foncière en signifiant « domaine de ». C'est le domaine de Quintilius. L'origine antique peut signifier que cet homme était un Gallo-romain assez important pour laisser son nom en référence.

### Moyen Âge
L'église de style roman a été consacrée le 23 novembre 1138. Sa charpente, qui aurait brûlé, a été remplacée par une voûte en pierre, en arc brisé. Pour compenser son poids les pilastres ont été doublés et des arcs de décharges ont été placés entre ces pilastres. L'édifice a été transformé en fortifications par l'adjonction de deux tourelles et certainement un chemin de ronde en haut des murs. Un clocher à deux cloches a été ajouté au XIXe siècle.
L’histoire médiévale de celle-ci est une suite de querelles entre les comtes de Melgueil, l’évêque de Maguelone et le sénéchal de Beaucaire. C'est le cas de tous les villages de la région, convoités pour les impôts, taxes et droits divers. Il y avait des péages et de substantiels bénéfices pour ceux qui les tenaient. La commune fut le lieu de farouches rivalités pour s’octroyer les bénéfices du péage de Sainte-Croix-de-Quintillargues. Dans les années 1210, l’évêque Guillaume d’Autignac fut nommé comte de Melgueil et de Montferrand par le pape pour la somme de vingt cinq mille sols qu’il ne possédait pas. Il veut remplir son escarcelle. De son côté, le roi de France envoya ses officiers pour glaner des deniers. Les Montpelliérains, quant à eux, prétendent n’avoir rien à payer. Sainte-Croix-de-Quintillargues appartient alors au comté de Melgueil qui s’étale selon un axe nord-sud. Pour se rendre dans sa partie nord, ou à Alès ou vers le Massif Central, le plus court est de passer par l’axe Arsacio (Assas) – Quissac qui passe par le péage de Sainte-Croix. Des détours se faisaient par Restinclières et Sommières ou par Prades, Tréviers et Quissac où il n’y avait pas de péage, des péages furent mis sur ces trois itinéraires.
Le royaume de France centralisateur a mis fin à ces guerres picrocholines en imposant l’administration de la capitale sur le territoire.

### Époque contemporaine

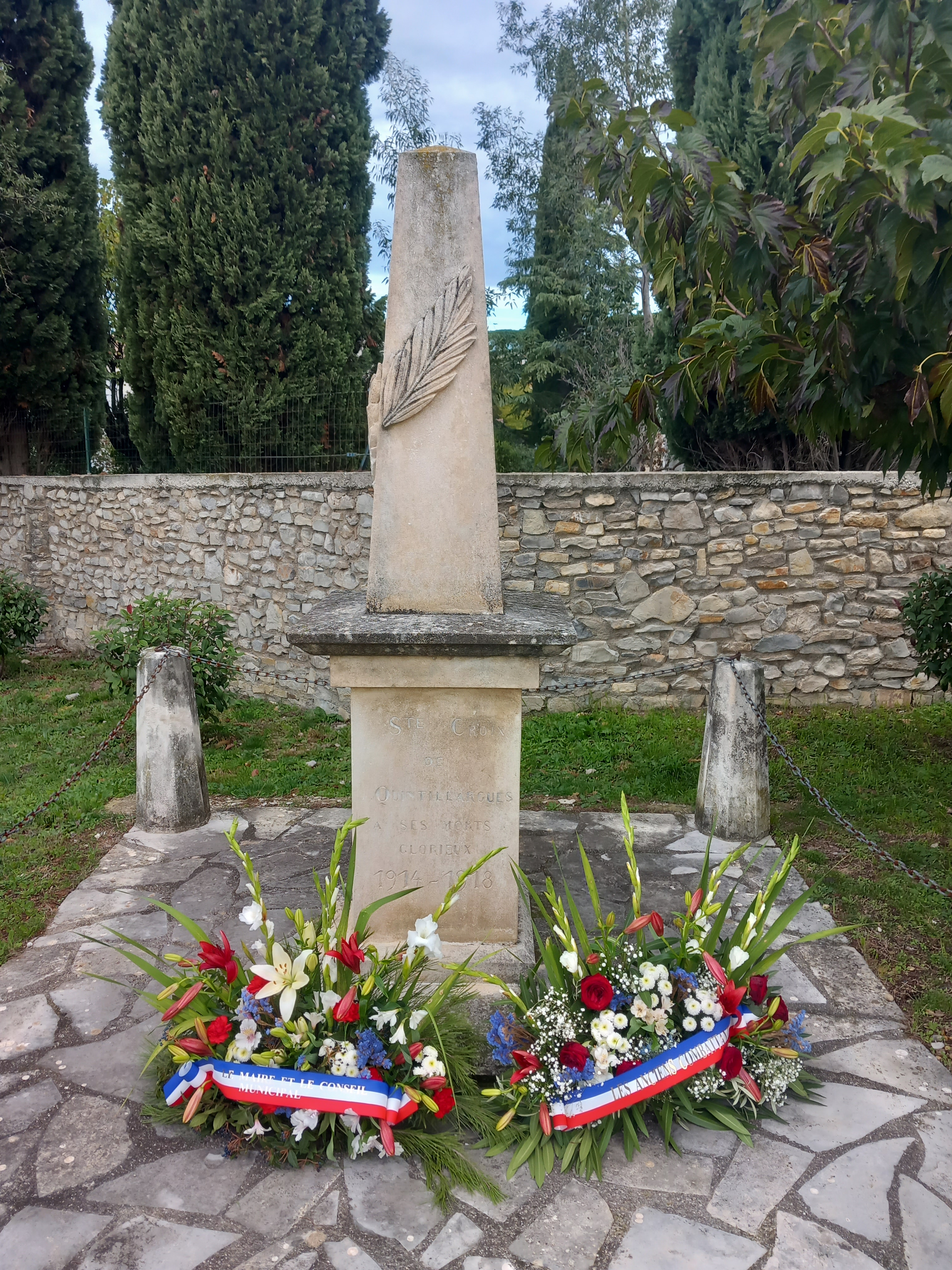
Monument aux morts de la Première Guerre mondiale.

En 1789, la République jacobine a poursuivi la tradition : en créant les communes, Sainte-Croix-de-Quintillargues et sa voisine Fontanès ont été fusionnées. Puis, en 1795, décision contraire : dans le tout nouveau département de l'Hérault, la première rejoint le canton des Matelles, la seconde celui de Claret.
Quand, après la Première Guerre mondiale, les Italiens vinrent en masse, ils furent accueillis dans un esprit plutôt xénophile. Avec les agriculteurs espagnols, arrivèrent charbonniers et maçons italiens. Dans les années 1930, il y avait 20 % d’étrangers dans la commune.
Au XXe siècle, avec la décentralisation, la commune devient membre de la communauté de communes du Pic Saint Loup et, associée à 31 autres, dans le périmètre du Schéma de cohérence territoriale.

## Politique et administration

### Tendances politiques et résultats
| Scrutin             | Scrutin             | 1er tour | 1er tour    | 1er tour | 1er tour | 1er tour   | 1er tour | 1er tour | 1er tour  | 1er tour | 1er tour | 1er tour   | 1er tour | 2d tour | 2d tour | 2d tour | 2d tour | 2d tour | 2d tour |
| Scrutin             | Scrutin             | 1er      | 1er         | %        | 2e       | 2e         | %        | 3e       | 3e        | %        | 4e       | 4e         | %        | 1er     | 1er     | %       | 2e      | 2e      | %       |
| ------------------- | ------------------- | -------- | ----------- | -------- | -------- | ---------- | -------- | -------- | --------- | -------- | -------- | ---------- | -------- | ------- | ------- | ------- | ------- | ------- | ------- |
| Présidentielle 2017 | Présidentielle 2017 |          | EM          | 27,05    |          | FN         | 23,21    |          | LFI       | 23,21    |          | LR         | 11,52    |         | EM      | 66,46   |         | FN      | 33,54   |
| Présidentielle 2022 | Présidentielle 2022 |          | LREM        | 28,12    |          | RN         | 21,41    |          | LFI       | 16,93    |          | EELV       | 10,22    |         | LREM    | 61,89   |         | RN      | 38,11   |
| Législatives 2022   | 4e                  |          | LFI (NUPES) | 26,56    |          | LREM (ENS) | 25,84    |          | RN        | 20,81    |          | PS (diss.) | 10,53    |         | LFI     | 55,69   |         | RN      | 44,31   |
| Législatives 2024   | 4e                  |          | RN          | 37,35    |          | LFI (NFP)  | 34,03    |          | HOR (ENS) | 27,05    |          | REC        | 1,05     |         | LFI     | 52,14   |         | RN      | 47,86   |

### Liste des maires
| Période      | Période   | Identité          | Étiquette | Qualité |
| ------------ | --------- | ----------------- | --------- | ------- |
| 1947         | 1959      | Camille Peyrolle  |           |         |
| 1959         | 1977      | François Euzet    |           |         |
| 1977         | 1983      | Pierre Carabalona |           |         |
| 1983         | 1989      | André Plagniol    |           |         |
| 1989         | mars 2001 | Hubert Forestier  |           |         |
| 23 mars 2001 | En cours  | Antoine Martinez  | SE        | Artisan |

## Démographie
L'évolution du nombre d'habitants est connue à travers les recensements de la population effectués dans la commune depuis 1793. Pour les communes de moins de 10 000 habitants, une enquête de recensement portant sur toute la population est réalisée tous les cinq ans, les populations de référence des années intermédiaires étant quant à elles estimées par interpolation ou extrapolation. Pour la commune, le premier recensement exhaustif entrant dans le cadre du nouveau dispositif a été réalisé en 2004.

En 2022, la commune comptait 970 habitants, en évolution de +10,1 % par rapport à 2016 (Hérault : +7,49 %, France hors Mayotte : +2,11 %).
| 1793 | 1800 | 1806 | 1821 | 1831 | 1836 | 1841 | 1846 | 1851 |
| ---- | ---- | ---- | ---- | ---- | ---- | ---- | ---- | ---- |
| 124  | 102  | 115  | 118  | 126  | 108  | 125  | 147  | 150  |

| 1856 | 1861 | 1866 | 1872 | 1876 | 1881 | 1886 | 1891 | 1896 |
| ---- | ---- | ---- | ---- | ---- | ---- | ---- | ---- | ---- |
| 150  | 127  | 144  | 142  | 129  | 97   | 111  | 119  | 134  |

| 1901 | 1906 | 1911 | 1921 | 1926 | 1931 | 1936 | 1946 | 1954 |
| ---- | ---- | ---- | ---- | ---- | ---- | ---- | ---- | ---- |
| 134  | 135  | 130  | 115  | 111  | 114  | 104  | 97   | 102  |

| 1962 | 1968 | 1975 | 1982 | 1990 | 1999 | 2004 | 2006 | 2009 |
| ---- | ---- | ---- | ---- | ---- | ---- | ---- | ---- | ---- |
| 100  | 107  | 129  | 218  | 382  | 531  | 574  | 573  | 576  |

| 2014 | 2019 | 2022 | - | - | - | - | - | - |
| ---- | ---- | ---- | - | - | - | - | - | - |
| 798  | 943  | 970  | - | - | - | - | - | - |

## Population et société
Le foyer rural Les Quintillades est la principale association socioculturelle du village. Elle diffuse les valeurs d'éducation populaire avec un grand nombre d'activités citoyennes.
Le club de VTT organise chaque mois de mai une compétition, la « Ronde de Quintilius ».
L'association Soca Cruz  organise des rencontres et des évènements pour la jeunesse du village mais aussi la fête votive annuelle.

## Économie

### Revenus
En 2018, la commune compte 305 ménages fiscaux, regroupant 929 personnes. La médiane du revenu disponible par unité de consommation est de 26 060 € (20 330 € dans le département).

### Emploi
|                | 2008   | 2013   | 2018  |
| -------------- | ------ | ------ | ----- |
| Commune        | 5 %    | 7,1 %  | 5,7 % |
| Département    | 10,1 % | 11,9 % | 12 %  |
| France entière | 8,3 %  | 10 %   | 10 %  |

En 2018, la population âgée de 15 à 64 ans s'élève à 598 personnes, parmi lesquelles on compte 81,4 % d'actifs (75,7 % ayant un emploi et 5,7 % de chômeurs) et 18,6 % d'inactifs,. Depuis 2008, le taux de chômage communal (au sens du recensement) des 15-64 ans est inférieur à celui de la France et du département.
La commune fait partie de la couronne de l'aire d'attraction de Montpellier, du fait qu'au moins 15 % des actifs travaillent dans le pôle,. Elle compte 78 emplois en 2018, contre 67 en 2013 et 60 en 2008. Le nombre d'actifs ayant un emploi résidant dans la commune est de 460, soit un indicateur de concentration d'emploi de 16,9 % et un taux d'activité parmi les 15 ans ou plus de 70,1 %.
Sur ces 460 actifs de 15 ans ou plus ayant un emploi, 53 travaillent dans la commune, soit 12 % des habitants. Pour se rendre au travail, 90,9 % des habitants utilisent un véhicule personnel ou de fonction à quatre roues, 1,9 % les transports en commun, 4,3 % s'y rendent en deux-roues, à vélo ou à pied et 3 % n'ont pas besoin de transport (travail au domicile).

### Activités hors agriculture

#### Secteurs d'activités
64 établissements sont implantés  à Sainte-Croix-de-Quintillargues au 31 décembre 2019. Le tableau ci-dessous en détaille le nombre par secteur d'activité et compare les ratios avec ceux du département,.
| Secteur d'activité                                                                                        | Commune | Commune | Département |
| Secteur d'activité                                                                                        | Nombre  | %       | %           |
| --- | ------- | ------- | ----------- |
| Ensemble                                                                                                  | 64      | 100 %   | (100 %)     |
| Industrie manufacturière, industries extractives et autres                                                | 1       | 1,6 %   | (6,7 %)     |
| Construction                                                                                              | 19      | 29,7 %  | (14,1 %)    |
| Commerce de gros et de détail, transports, hébergement et restauration                                    | 10      | 15,6 %  | (28 %)      |
| Information et communication                                                                              | 2       | 3,1 %   | (3,3 %)     |
| Activités financières et d'assurance                                                                      | 2       | 3,1 %   | (3,2 %)     |
| Activités immobilières                                                                                    | 1       | 1,6 %   | (5,3 %)     |
| Activités spécialisées, scientifiques et techniques et activités de services administratifs et de soutien | 17      | 26,6 %  | (17,1 %)    |
| Administration publique, enseignement, santé humaine et action sociale                                    | 6       | 9,4 %   | (14,2 %)    |
| Autres activités de services                                                                              | 6       | 9,4 %   | (8,1 %)     |

Le secteur de la construction est prépondérant sur la commune puisqu'il représente 29,7 % du nombre total d'établissements de la commune (19 sur les 64 entreprises implantées  à Sainte-Croix-de-Quintillargues), contre 14,1 % au niveau départemental.

#### Entreprises et commerces
Les trois entreprises ayant leur siège social sur le territoire communal qui génèrent le plus de chiffre d'affaires en 2020 sont : 
- Controle Du Pic, contrôle technique automobile (215 k€) ;
- MCLM, conseil pour les affaires et autres conseils de gestion (47 k€) ;
- IST Services, location de terrains et d'autres biens immobiliers (12 k€).

### Agriculture
|               | 1988 | 2000 | 2010 | 2020 |
| ------------- | ---- | ---- | ---- | ---- |
| Exploitations | 12   | 4    | 7    | 9    |
| SAU (ha)      | 172  | 29   | 415  | 629  |

La commune est dans le « Soubergues », une petite région agricole occupant le nord-est du département de l'Hérault. En 2020, l'orientation technico-économique de l'agriculture  sur la commune est la viticulture. Neuf exploitations agricoles ayant leur siège dans la commune sont dénombrées lors du recensement agricole de 2020 (12 en 1988). La superficie agricole utilisée est de 629 ha,,. La vigne est la principale activité agricole. Tous les vignerons sont coopérateurs à la cave coopérative de Saint-Mathieu-de-Tréviers. Un élevage de vaches de race Aubrac a remplacé l'activité pastorale ovine.

## Culture locale et patrimoine
La commune possède un puits communal et un four banal. L'église romane, un calvaire et des voûtes de bergerie sont inscrits à la carte du patrimoine. 
Il y avait deux cimetières historiques, un au pied de l'église et un autre, dit des pauvres, dans l’actuel espace vert près de la salle polyvalente.

Dans les collines de garrigues il y a de nombreux vestiges de charbonnières et de fours à chaux. Une parcelle communale est dédiée à ces vestiges. Ces emplacements ont été réhabilités et visibles le long d'un sentier de 7 km dit des charbonnières, qui part du centre du village. De nombreuses animations ont été présentées dans ce site. Les bénévoles du foyer rural Les Quintillades sont à l'origine de la création de ce site. Pendant dix ans, de 1995 à 2005, ceux-ci ont organisé notamment la manifestation « Lou Gabel », fête de la taille de la vigne, dans le village. Puis pendant 10 autres années, de 2006 à 2016, le festival des charbonnières, « Lo Garou », dans les garrigues communales.

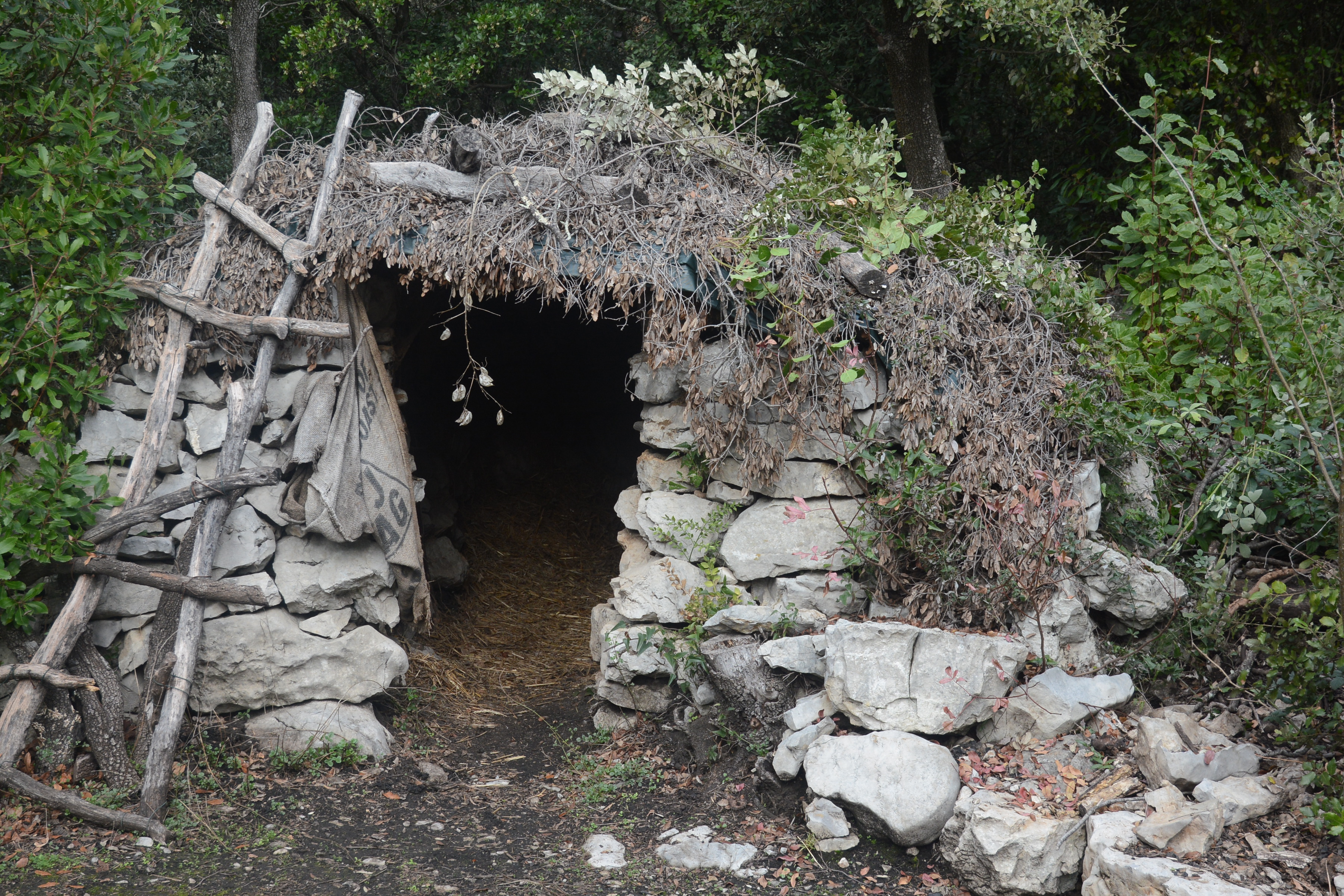
Abri de charbonnier
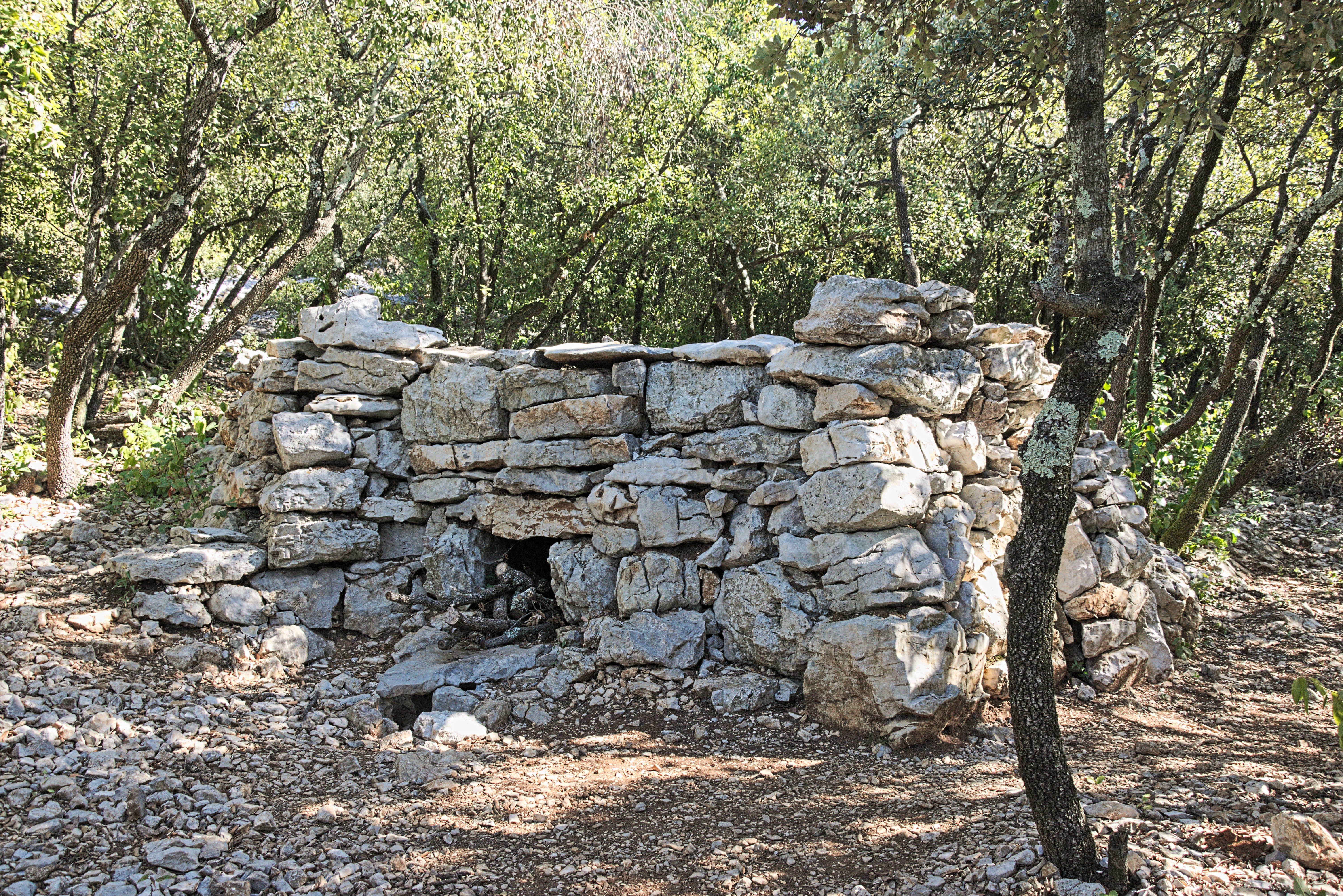
Four à chaux
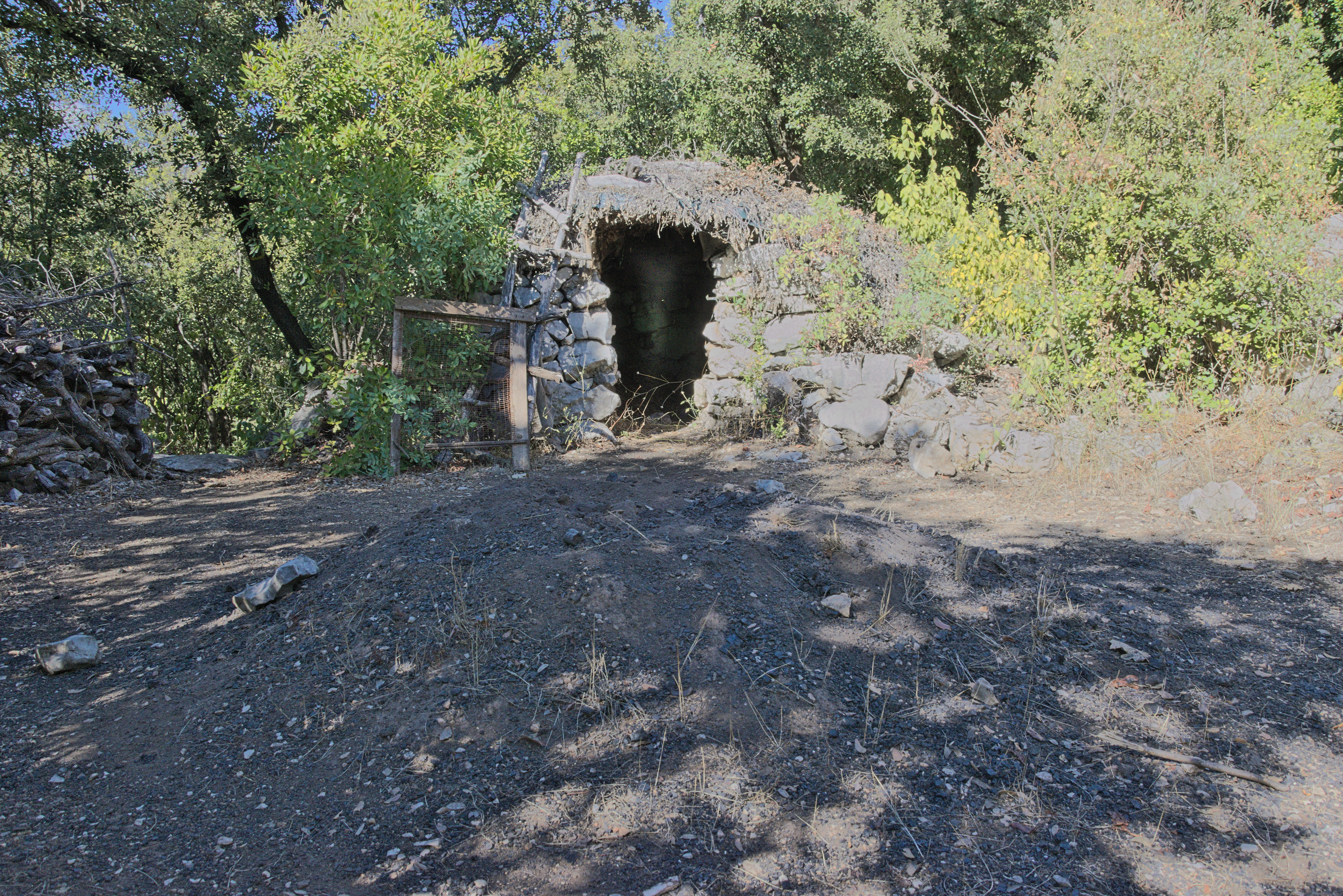
Charbonnière

- Église de Sainte-Croix-de-Quintillargues. L'édifice a été inscrit au titre des monuments historiques en 1978[32].

### Héraldique
| Blason de Sainte-Croix-de-Quintillargues | Blason  | D'or à la croix de gueules chargée en son cœur d'une fontaine d'argent. |
| Blason de Sainte-Croix-de-Quintillargues | Détails | Le statut officiel du blason reste à déterminer.                        |